# Tremoctopus
Famille
Genre
Tremoctopus est un genre d'octopodes pélagiques. C'est le seul genre de la famille des Tremoctopidae.

## Description
Les pieuvres du genre Tremoctopus sont appelées en anglais blanket octopuses (« pieuvres à couvertures »), en raison des longs filets transparents que les femelles portent entre certains de leurs tentacules. Lorsqu’elles se sentent menacées, elles déploient ces larges membranes, qui, en s'étendant dans l'eau, leur donnent une taille apparente beaucoup plus grande. Elles peuvent aussi cracher de l'encre, comme la plupart des céphalopodes).
Tremoctopus violaceus présente le dimorphisme sexuel le plus extrême du règne animal : les femelles peuvent atteindre deux mètres de long, alors que les mâles ne font que 2,4 cm. La femelle pèse au moins 10 000 fois plus que le mâle et peut probablement peser 40 000 fois plus. Le mâle possède un tentacule spécialisé, l’hectocotyle, qui sert à la reproduction et se détache pendant l'accouplement (il est probable que le mâle meurt peu après celui-ci). La femelle garde celui-ci jusqu'à la fécondation. Elle peut transporter plus de 100.000 œufs dans une sécrétion calcaire attachée à la base de ses bras dorsaux qu'elle porte jusqu’à l'éclosion.
Tremoctopus violaceus est immunisée contre le venin de la physalie, et la femelle est connue pour arracher les filaments de ce siphonophore et s'en servir comme moyen de défense,.

## Liste des espèces
Ce genre comporte trois ou quatre espèces selon que T. gracilis est considérée comme espèce à part entière ou comme sous-espèce de T. violaceus :
- Tremoctopus gelatus Thomas, 1977 (cosmopolite) ;
- Tremoctopus violaceus Chiaie, 1830 in 1823-1831 — pieuvre violacée (Atlantique) ;
- Tremoctopus robsoni Kirk, 1884 (Nouvelle-Zélande) ;
- Tremoctopus gracilis (Souleyet, 1852) (Indo-Pacifique).

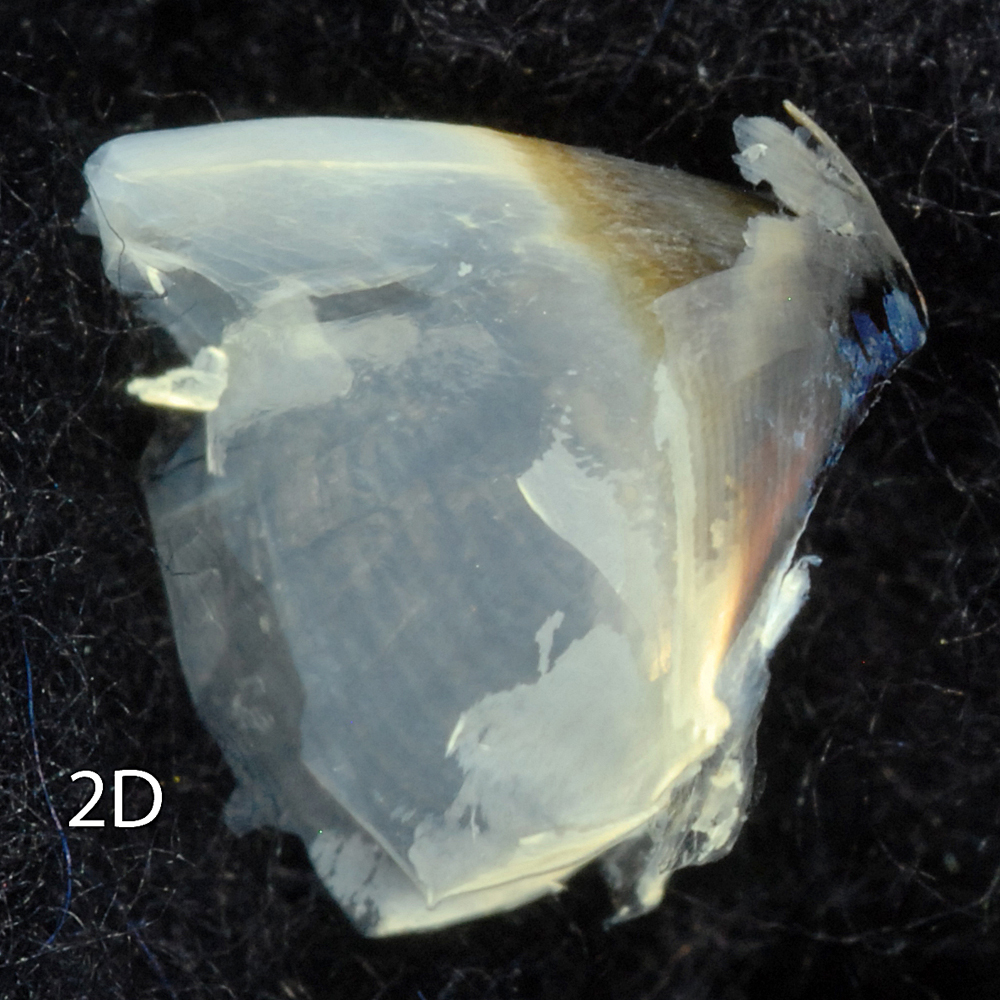
Bec de Tremoctopus gracilis
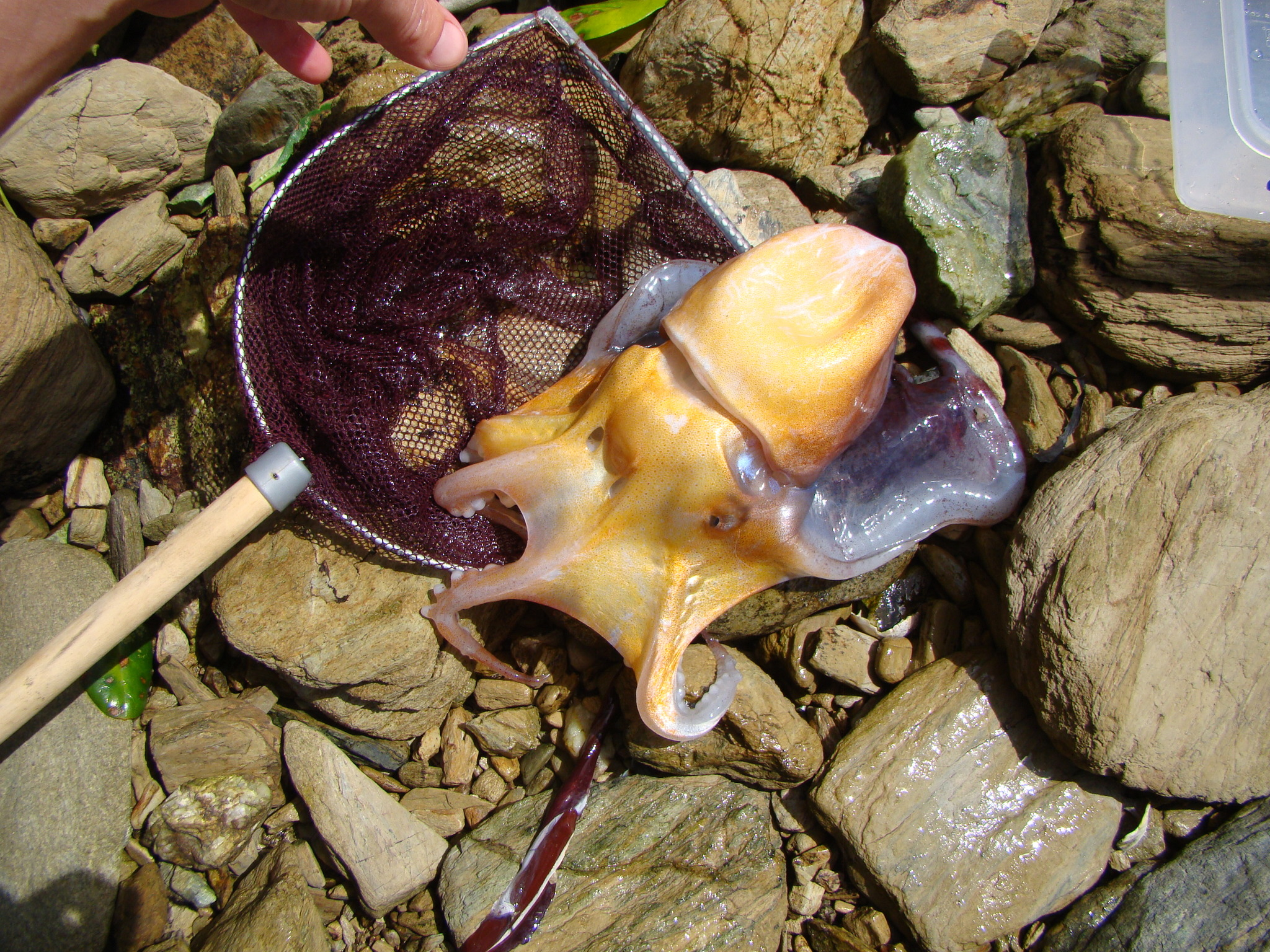
Tremoctopus robsoni
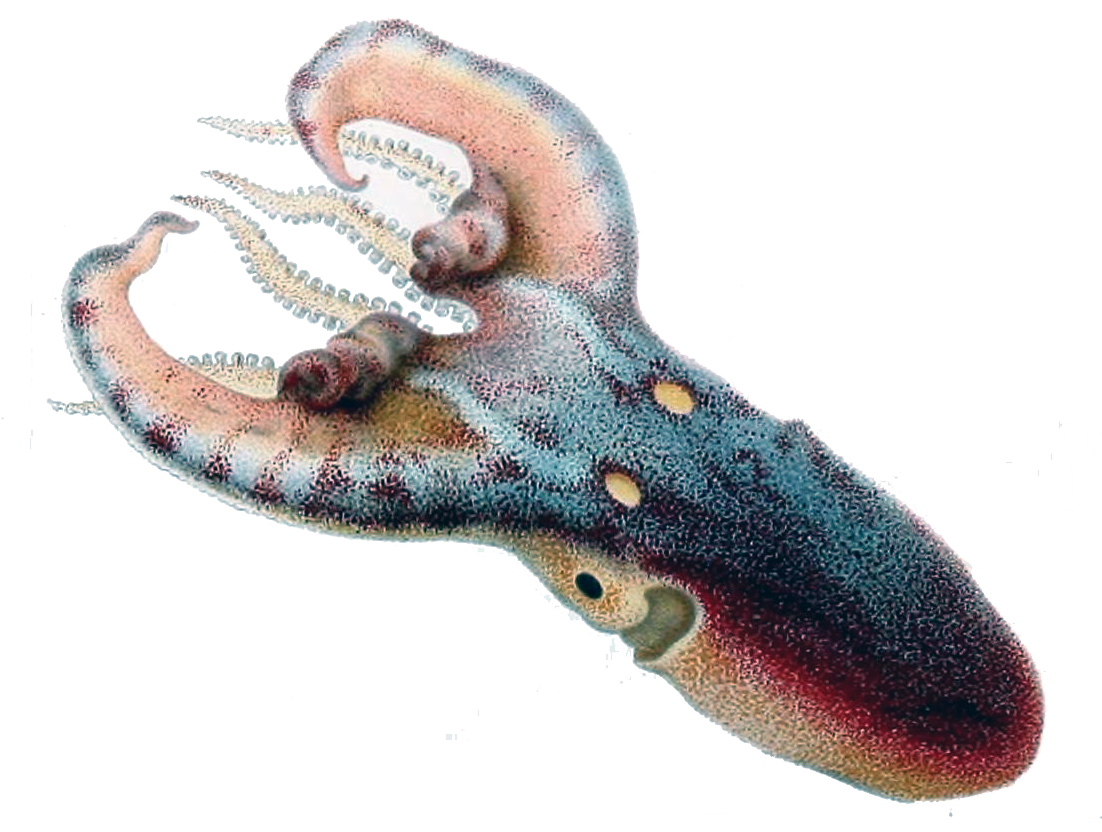
Tremoctopus violaceus